# Kaplica Matki Boskiej Różańcowej w Bukowie
Kaplica Matki Boskiej Różańcowej – zabytkowa kaplica znajdująca się w Bukowie w gminie Lubomia, w powiecie wodzisławskim w województwie śląskim. Usytuowana na tzw. Kaczym Rynku, u zbiegu ulic Głównej, Odrzańskiej i Strażackiej.
Kaplica znajduje się na szlaku architektury drewnianej województwa śląskiego. W pobliżu kaplicy przebiega także żółty szlak rowerowy nr 316.

## Historia
Kaplica drewniana zbudowana w 1770 (data wycięta w nadprożu wejścia). Częściowo zniszczona w czasie powodzi w 1997, obecnie po pracach konserwatorskich.

## Architektura
Kaplica usytuowana w centrum wsi. Drewniana, wybudowana w konstrukcji zrębowej na wysokiej podmurówce. Orientowana, założona na planie prostokąta, od wschodu zamkniętego trójbocznie. Dach gontowy dwuspadowy, nad częścią wschodnią przechodzący w wielospadowy, od strony wschodniej – półszczytowy. W dachu znajduje się sześcioboczna sygnaturka zwieńczona latarnią i baniastą kopułką. Wnętrze jednoprzestrzenne przekryte stropem płaskim.

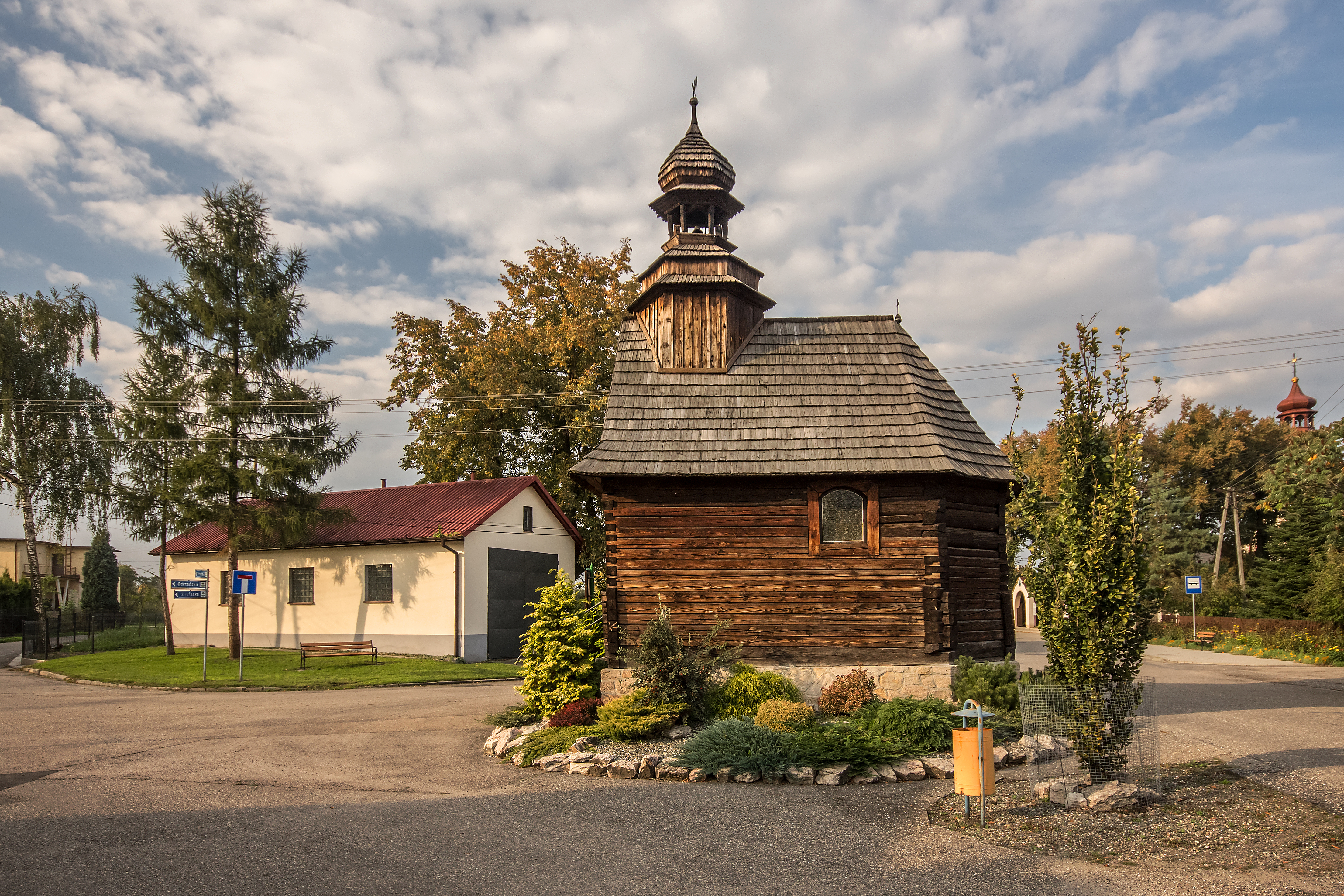
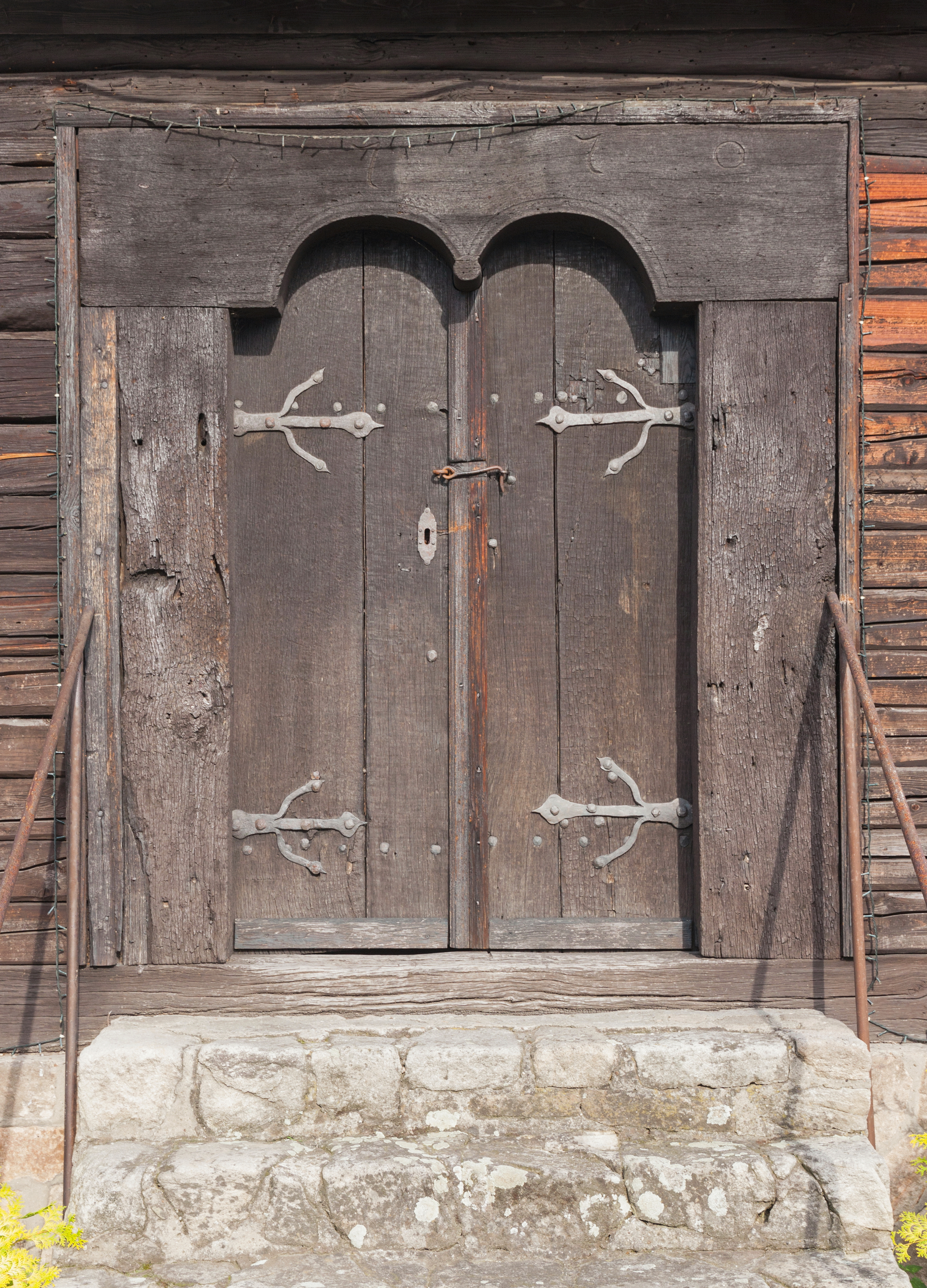
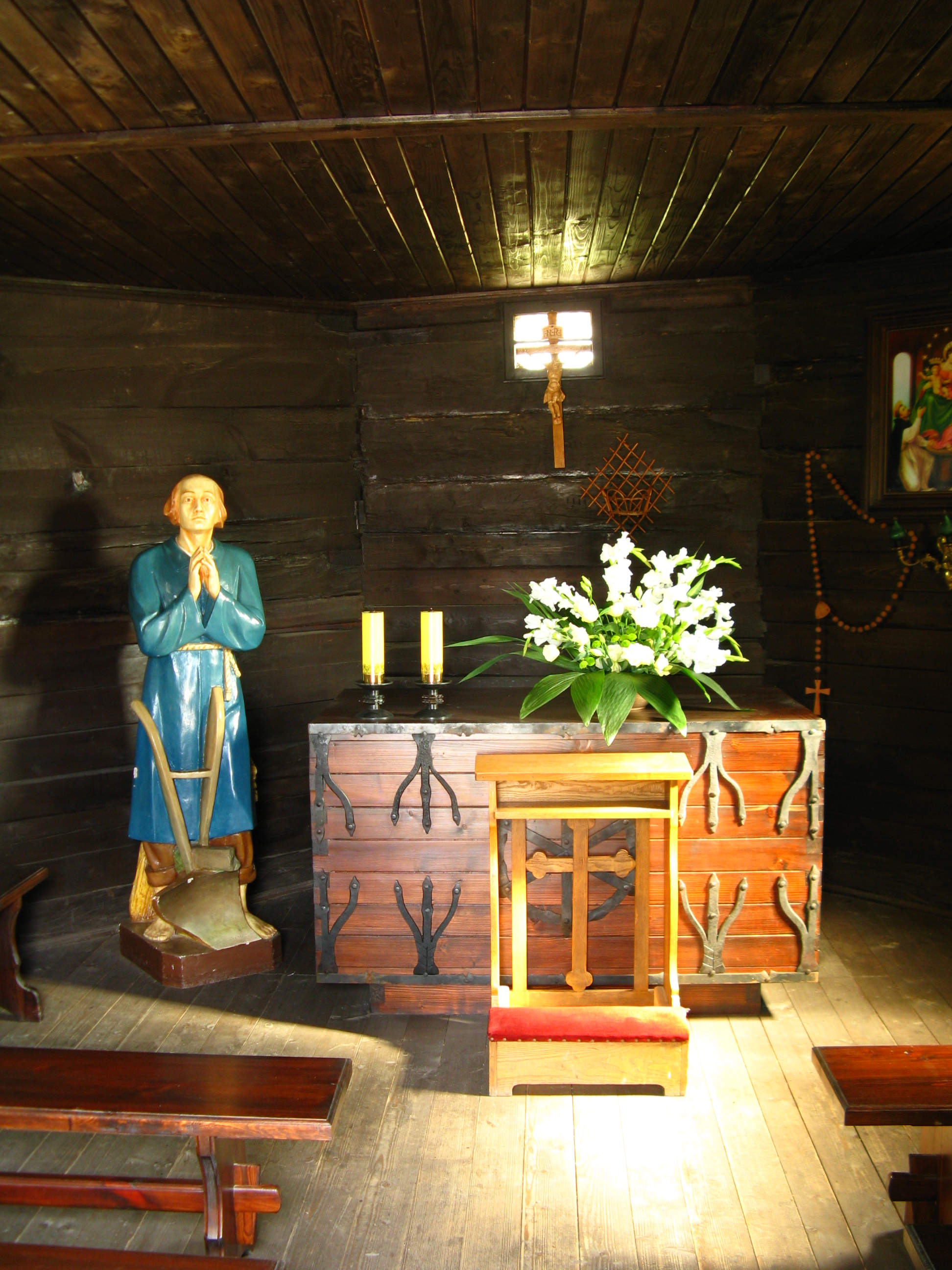
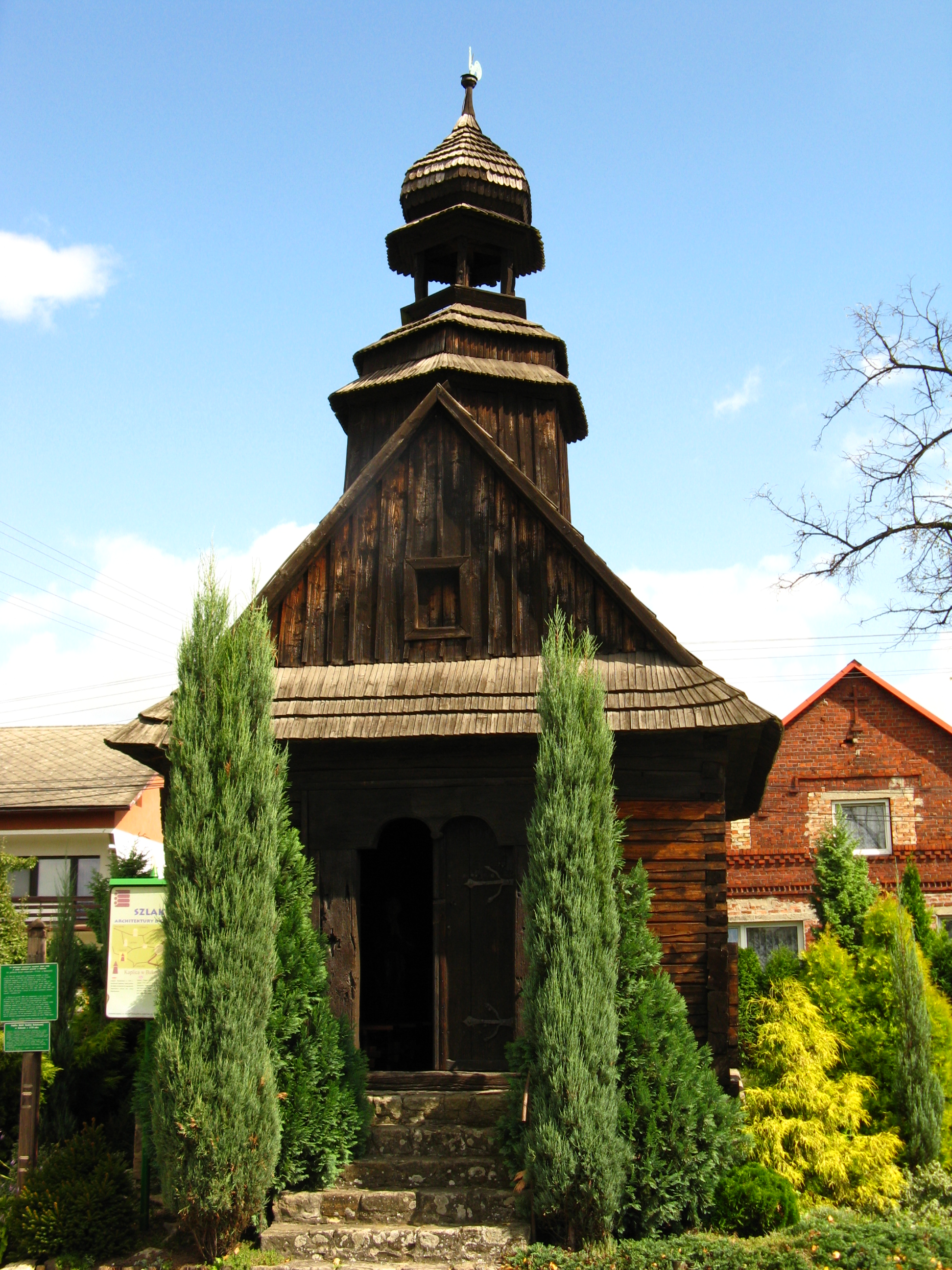